# Whitney: The Greatest Hits
Whitney: The Greatest Hits é uma compilação dos maiores sucessos musicais da cantora norte-americana Whitney Houston, lançado em 15 de Maio de 2000, pela Arista Records. 
A gravadora Arista lançou o álbum em comemoração aos 15 anos de carreira da cantora. O CD foi lançado em formato duplo, que além das canções que mais tocaram nas rádios, conta com músicas inéditas, duetos e remixes. Junto com o álbum também foi lançado um VHS e um DVD, que traz seus principais videoclipes, momentos iniciais de sua carreira, entrevistas, apresentações em shows e bastidores de seus trabalhos. Foram incluídas três novas canções que se tornaram singles: "Could I Have This Kiss Forever" (dueto com Enrique Iglesias), "Same Script, Different Cast" (dueto com Deborah Cox) e "Fine", além de uma nova versão de "If I Told You That", (dueto com George Michael). O álbum ficou em primeiro lugar em diversos países, e recebeu inúmeros prêmios e discos de platina, vendendo mais de 10 milhões de cópias no mundo todo. Essa se transformou numa das coletâneas mais vendidas de todos os tempos.
Após o falecimento de Houston em fevereiro de 2012, houve ressurgimento nas vendas e reentrada nas paradas de álbuns em muitos países da Europa e da América do Norte. Nos Estados Unidos o álbum entrou novamente na Billboard 200, na 6ª posição, com 64.000 cópias vendidas, e até o final do mesmo ano vendeu 886.000 cópias. De acordo com a Federação Internacional da Indústria Fonográfica (IFPI), "Whitney: The Greatest Hits" foi o 32º álbum mais vendido no mundo em 2012, com vendas superiores a um milhão de cópias.

## Faixas
Disco 1 (Cool Down)
1. "You Give Good Love" (La La)
2. "Saving All My Love for You" (Gerry Goffin; Michael Masser)
3. "Greatest Love of All" (Linda Creed; Michael Masser)
4. "All At Once" (Jeffrey Osborne; Michael Masser)
5. "If You Say My Eyes Are Beautiful" (with Jermaine Jackson) (Elliot Willensky)
6. "Didn't We Almost Have It All" (Michael Masser; Will Jennings)
7. "Where Do Broken Hearts Go" (Chuck Jackson; Frank Wildhorn)
8. "All The Man That I Need" (Dean Pitchford, Michael Gore)
9. "Run to You" (Allan Rich; Jud J. Friedman)
10. "I Have Nothing" (David Foster; Linda Thompson-Jenner)
11. "I Will Always Love You" (Dolly Parton)
12. "Exhale (Shoop Shoop)" (Babyface)
13. "Why Does It Hurt So Bad" (Babyface)
14. "I Believe in You and Me" (David Wolfert)
15. "Heartbreak Hotel" (com Faith Evans, & Kelly Price) (C. Schack, K. Karlin, T. Savage)
16. "My Love Is Your Love" (Wyclef Jean, Jerry Duplessis)
17. "Same Script, Different Cast" (com Deborah Cox) (Montell Jordan; Shae Jones; Shep Crawford; Stacey Daniels)
18. "Could I Have This Kiss Forever" (com Enrique Iglesias) (Diane Warren)

Disco 2 (Throw Down)
1. "Fine" (Kamaal Fareed; Raphael Saadiq)
2. "If I Told You That" (com George Michael) (R. Jerkins, F. Jerkins III, L. Daniels, T. Estes)
3. "It's Not Right, But It's Okay" [Thunderpuss Mix] (Isaac Phillips; Jerkins, F. III; LaShawn Daniels; Rodney Jerkins; Toni Estes)
4. "My Love Is Your Love" [Jonathan Peters Mix] (Jerry Duplessis; Wyclef Jean)
5. "Heartbreak Hotel" (com Faith Evans, & Kelly Price] [Hex Hector Mix] (C. Schack, K. Karlin, T. Savage)
6. "I Learned from the Best" [HQ2 Mix] (Diane Warren)
7. "Step by Step" [Junior Vasquez Mix] (Annie Lennox)
8. "I'm Every Woman" [Clivilles & Cole Mix] (Nickolas Ashford; Valerie Simpson)
9. "Queen of the Night" [CJ Mackintosh Mix] (Babyface;D. Simmons;L.A. Reid;W. Houson)
10. "I Will Always Love You" [Hex Hector Mix] (Dolly Parton)
11. "Love Will Save the Day" [Jeallybean/David Morales Mix] (Toni C.)
12. "I'm Your Baby Tonight" [Dronez Mix] (Babyface; L.A. Reid)
13. "So Emotional" [David Morales Mix] (Billy Steinberg)
14. "I Wanna Dance With Somebody (Who Loves Me)" [Junior Vasquez Mix] (George Merrill; Shannon Rubicam)
15. "How Will I Know" [Junior Vasquez Mix] (George Merrill;Narada Michael Walden; Shannon Rubicam)
16. "Greatest Love of All" [Junior Vasquez Mix] (Linda Creed;Michael Masser)
17. "One Moment in Time" (Albert Hammond; John Bettis)
18. "The Star Spangled Banner" (ao vivo em 1/27/91 no Super Bowl XXV)

## Desempenho
Álbum
| Ano  | Parada                | Posição |
| ---- | --------------------- | ------- |
| 2012 | Billboard 200         | 2       |
| 2000 | Álbuns de R&B/Hip-Hop | 2       |

Singles
| Ano  | Single                           | Parada            | Posição |
| ---- | -------------------------------- | ----------------- | ------- |
| 2000 | "If I Told You That"             | Billboard Hot 100 | 7       |
| 2000 | "Could I Have This Kiss Forever" | Hot 100           | 52      |
| 2000 | "Same Script, Different Cast"    | Hot 100           | 70      |
| 2000 | "Fine "                          | Hot 100           | 6       |

## Prêmios e Indicações
Dance Music
| Ano  | Vencedor                                              | Categoria    |
| ---- | ----------------------------------------------------- | ------------ |
| 2000 | "It's Not Right But It's Okay" (Thunderpuss 2000 Mix) | Melhor Remix |